# Thøger Jensen
 Der er flere personer med dette navn, se Thøger Jensen (præst).
Thøger Jensen (født 1960 i Næsbjerg ved Varde) er en dansk forfatter. Han er uddannet fra Forfatterskolen (1994) efter tidligere at have taget humanistisk basisuddannelse på RUC samt en læreruddannelse fra Den Frie Lærerskole i Ollerup. Han har arbejdet inden for mange forskellige fagområder spændende fra arbejdsmand på Aalborg Portland over højskolelærer til gartner på Hebriderne, og debuterede i 1998 med I vores familie kan vi ikke lide ubåde. Siden er der kommet et selvstændigt bogværk cirka hvert andet år. Den seneste udgivelse Zhōng er med 134 sider også hans længste.
Han skriver noveller og romaner, og inden for begge genrer skriver han bøger, som består af tekststykker, der sjældent fylder over en halv side og aldrig over to hele. Romanerne er mosaikker. Alt er præcist og dampet ind til det absolut nødvendige.
Thøger Jensen har modtaget en række legater og priser, bl.a. Peder Jensen Kjærgaard og Hustrus Legat, Villys Vinbars Kulturpris, Madame Hollatz’ Legat samt diverse arbejdslegater fra Statens Kunstfond.

## Gennemgang af forfatterskabet

### I vores familie kan vi ikke lide ubåde
Debutbogen kalder Thøger Jensen selv for en novellesamling. Det er en bog på 48 sider, og den består af tekster, som typisk fylder 15-25 linjer. To af teksterne fylder halvanden side, resten under en side. På bagsiden står der, at der er 40 af dem i bogen, men der er kun 39.
Der skrives altid inden for rammerne af en ekstremt stram realisme. Der sker intet, som ikke er sket i virkeligheden masser af gange, og intet, som skal udfordre virkelighedsbegrebet. Der er ingen hallucinationer, drømme eller vilde forestillinger eller teorier. Der er heller ingen virkelige randeksistenser, som viser meget atypiske former for liv. 
Det hele er hverdagsbilleder, men fanget i pudsige glimt. Det kan være sat i gang af en hyperrealistisk, men grotesk hverdagssætning, som fx titlen. I vores familie kan vi ikke lide ubåde er en grotesk sætning i den forstand, at man normalt ikke har en forestilling om, hvorvidt ens familie kan lide ubåde eller ej. De færreste har følelsesmæssige relationer til ubåde og næppe mange har en familiemæssig konsensus om sådan en følelse. Men alligevel er det et helt almindeligt og forståeligt udsagn i konteksten, som fx:
Min onkel Niels har et anker tatoveret på overarmen og er gammel sømand. Under fjernsynet står en udstoppet havskildpadde. I 1942 blev hans coaster Monsunen torpederet ud for Shetlandsøerne. Ubåden var sort, og vandet var koldt, men min onkel overlevede og skaffede mig senere et job på Aalborg værft.
Onkel Niels fortæller hvordan han efter torpederingen måtte klamre sig til skroget. Og vandet var koldt. Makrellerne var ved at æde ham, men han slap med skrækken og mistede kun tre tæer og en lille bid af skulderen. – I vores familie kan vi ikke lide ubåde, siger onkel Niels.
Det er et helt realistisk billede af en situation, som en sømand kan komme ud for i en krigszone (krydret med menneskeædende makreller, som en sømandshistorie skal være), som leder frem til den sætning, der gør, at forfatteren har gidet skrive teksten.
Det er ikke en typisk tekst for bogen. Dels fordi den er fokuseret på at arbejde sig frem til en god sætning, hvor de fleste af teksterne vil have lidt mere med i sit nærmest impressionistiske snapshot. Dels fordi den har en jeg-fortæller.
Der er 4 tekster med jegfortællere og 35 med tredjepersonsfortællere i bogen.
Dette kommer til at foregribe resten af hans forfatterskab, som består af fire romaner, der alle har tredjepersonsfortællere, alle er på cirka 100 sider og alle består af brudstykker, tekster på typisk en halv til trekvart side.
Tredjepersonsfortælleren er et indlysende valg, når man vil have den distance, som Thøger Jensen foretrækker. Der skal ikke være noget omklamrende føleri, og der skal heller ikke fortælles store, sammenhængende historier. Heller ikke i romanerne.
I det hele taget betjener Thøger Jensen sig af en meget diskret humor. Altså ikke en braldrende humor med vittigheder eller med vulgariteter og heller ikke en tør, sarkastisk humor, men en humor, som diskret udpeger det pudsige eller groteske i det helt almindelige. Selv når det er grotesk, er det på en stille måde. Der svælges ikke i det. Beskrivelser føres aldrig helt til bunds. De antydes kun. Fx her, hvor tekstens Han har fået en ny kæreste. En bagerjomfru, som tager ham med på udflugter, denne gang til parken ved Willumsens Museum i Frederikssund
Da de mødes på Vanløse Station, kommer hun slæbende med en stor køletaske som han får lov at bære. Selv for ham er den virkelig tung, men det er ikke på grund af flødeskumskagerne, viser det sig. Det er det kongelige porcelæn. Blå blomst.
Der er ingen pointerede vittigheder i teksten, men man får lige netop nok til at danne sig et billede af en ret groteks parkudflugt med et komplet stel i kongeligt porcelæn. Ikke plastic- eller papirtallerkner, ikke engang billig fajance, men kongelig porcelæn.
Man kan se ham for sig, når han åbner køletasken, som han har gået og svedt over. Man kan se, hvordan han bliver overrasket. Hun har ikke fortalt ham om porcelænet. “Det er ikke flødeskumskagerne, viser det sig.” Han har sikkert glædet sig til en flok frikadeller og en kold bajer, men han brokker sig ikke over at have slæbt de latterlige, overflødige, dyre og allerhelvedes tunge tallerkner hele vejen fra stationen, for det er hende, der kan finde ud af at arrangere udflugter. Det er Blå blomst, konstaterer han bare. Sikkert noget, hun har sagt.

### Så melder Rolandas sig ind i en faldskærmsklub
Den første roman (fra 2000) hedder Så melder Rolandas sig ind i en faldskærmsklub. På omslaget står der, at der er en roman i stykker. Og ligesom man med debutbogen tænker, at det er det vel lige knap nok, tænker man her, at det må være sådan lige i underkanten af, hvad man kan slippe af sted med at kalde en roman.
Den er ligesom debuten organiseret i små, pudsige tekster af typisk knap en halv side. De er alle sammen færdige og afrundede i sig selv som kortprosastykker. Men her er der i modsætning til i novellesamlingen nogle gennemgående personer.
Der er også en slags handlingsforløb, men det er helt ligegyldigt. Det er bare en anledning til at lave de fine små tekster.
Bortset fra, at det altså er en roman, er der også en anden forskel i forhold til debuten. Nederst på hver side står der et ord i en boks. Det står i kursiv, og det står på engelsk. Det er forfatterens tolkning af den stemning, som han forsøger at skabe i teksten oven over boksen. Fx:
“Men til gengæld er Rolandas ved at være god til at lave kaffen som Camilla kan lide den. Faktisk er han netop nu inde i en rigtig god bølge. Tre gange i træk har den været præcis som den skal være. Brændende varm, ikke for tynd og med kun halvt så meget mælk som han selv bruger.
– Jeg tror ikke det lykkedes for mig bare én eneste gang, siger Marias far en dag hvor de sidder ude ved havebordet og venter på at hun skal få pakket de ting, hun skal have med hen til ham.
Han kører i Volvo. En hvid stationcar, V70, turbo.”
Og så står der Communication i boksen nedenunder. Det står muligvis på engelsk for, at det ikke skal virke for påtrængende. Ligesom det er lettere at synge love end kærlighed. Og de tolkninger, som forfatteren klistrer på sine tekster, er også meget åbne og ikke voldsomt styrende.
Men det er et eksperiment, som strider mod Thøger Jensens ellers meget konsekvente tilbageholdenhed. Man kan mene, at forfatteren snævrer læsningen ind med sine begrebslige tolkninger, og at han intet føjer til, som læseren ikke selv kunne tænke. Det er imidlertid også noget, Thøger Jensen kun har gjort i den ene bog.

### Serpentine
Så kommer Serpentine i 2002 og Ludwig i 2004. De hedder ikke romaner i stykker, men bare romaner. Når man slår op på en tilfældig side i romanerne, kan man ikke se den store forskel i forfold til Så melder Rolandas sig ind i en faldskærmsklub. Det er stadig de samme, korte tekster, der stadig fungerer som færdige enheder, og som stadig rummer de samme små hverdagsglimt, beskrevet med den samme tilbageholdendhed og den samme diskrete humor.
Men der er alligevel en forskel. Handlingen er blevet meget mere synlig og styrende for læsningen, og i Serpentine trækker den sig også lidt tættere ud til grænsen for Thøger Jensens stramme realisme.
Alex og William skal bestige Hebridernes højeste bjerg, Ben More. De låner en gammel Volvo (der er mange Volvoer i Thøger Jensens bøger) og kører derop. Men der sker noget uventet: En flok skotske højlandskvæg står midt på vejen og spærrer for den videre færd. De bevæger sig ikke ud af stedet. Og man kan ikke køre uden om. Der er for sumpet i grøften. Så de venter bare. Rigtig længe. Så kommer der en turist. Hun kan heller ikke komme forbi kvæget, så hun slutter sig til de ventende. Det skulle bare have været en weekendtur, de skal på arbejde om mandagen, men nu trækker det ud over mange dage. Ret hurtigt står der også køer bagved bilen, så de kan ikke bare vende om. De bliver en undersøgelse af, hvad der sker, når man venter.
“Hvad Alex og William ikke har fået gjort, gør Cornea. Tæller kvæget og foretager en kortlægning af deres opstilling. Williams påstand om, at den ændrer sig lidt hver nat, holder stik. Og at der en gang imellem kommer nye dyr til, er også rigitigt. Men der forsvinder også nogle, således at det samlede antal kun er svagt stigende. I den første uge er der mellem 18 og 25 stykker kvæg, heraf 4 nye.
Derimod er William mere skeptisk over for Alex’ teori om at dyrene er faldet ned fra himlen i form af stjernebilleder. At de er en slags astrologiske spejlinger.
– Men Cornea faldt også ned fra himlen, indvender Alex.
– jeg kom nu kørende i min Polo, siger hun.
De lægger stjernekortene fra sig og står og kigger på stien der bugter sig hen over engene, inden den forsvinder i retning af Ben More.”
Der er opretholdt en tilsyneladende realisme, men også kun en tilsyneladende, for selvfølgelig ville ingen blot nogenlunde normalt begavede mennesker lade sig fange i en flok køer i flere dage, hvis de ikke ligefrem ønskede det. Man kunne fx klappe dem i røven. Eller man kunne i værste fald gå sin vej og efterlade bilen.
Så man kommer til at læse romanen allegorisk, som et billede på, hvordan mennesker vælger at lade sig fange i ydre omstændigheder, som de lader, som om de ikke er herrer over. Fordi de vil undersøge eller opnå noget inden for dette fangenskab, som de kun kan slippe af sted med, fordi de tilsyneladende er tvunget til at være der. I dette tilfælde kunne det fx være at have sex med en tilfældig engelsk turist.
På den måde adskiller Serpentine sig fra alle andre Thøger Jensen-bøger. I sin ydre form er den identisk med resten af bøgerne, men man tror simpelthen ikke på setup’et, og kommer derfor til at lede efter en symbolik eller allegori. Det gør man ikke i de fire andre bøger.
Serpentine forekommer at være en novelle i stykker, men dog mere roman end sin forgænger.

### Ludwig
Og lidt mindre end Ludwig fra 2004. Ludwig minder meget om en roman. Den har en handling, som skrider frem: nordjyden Niels Winckler vil gerne være bedre til at spille klaver, så han beslutter sig for at flytte ned til Århus, hvor han bliver klaverelev hos den svenske pianist Åke Hällevik. Han bliver også vicevært. Han passer ejendommen og haven og drikker kaffe med sin islandske overbo Ásta, mens han prøver at lære J.S. Bachs 15 Inventioner, så han kan spille dem til sin 40-års fødselsdag. Det er en gammel plan. Han vil lære dem, inden han fylder 40.
Ludwig er Åkes Hällevik småbidske schæferhund, og den følger ham tæt, når han spiller Bach.
Niels har også fået ny læge, nemlig Hanne Lauritzen, som trænger sig voldsomt på og efterhånden kommer til at fylde en del i hans liv. Det er ikke noget, han selv har valgt, men han har ikke noget imod det. Det er den måde, han magter at komme kærligheden i møde på: At give den lov til at trænge sig på. Det er arbejdet med Bachs Inventioner og forholdet til lægen Hanne Lauritzen, som driver fortællingen frem.
Teksten er organiseret, som den altid er hos Thøger Jensen, humoren og distancen er også den samme som hidtil, men i Ludwig er der for første gang et handlingsforløb, der gør bogen genkendelig som en roman.

### Fugle i frostvejr
I 2006 kom så Fugle i frostvejr, som synes at være den roman, Thøger Jensen hele tiden har været på vej til at skrive.
Handlingen er sådan her: Skolelæreren Oles kone, Ellen, lokker ham med på en to måneders tur til Provence. Hun elsker Frankrig og alt fransk, han hader det. Alligevel ender det med, at Ole tager derned uden Ellen. Hun må nemlig blive hjemme for at organisere en stor Francis Bacon-udstilling.
Men turen til Frankrig er nu en gang organiseret, Ole har taget orlov og vil ikke være til grin over for sine kolleger, så han havner alene i landsbyen Aix-en-Provence, hvor Paul Cézanne boede med den betagende udsigt til bjerget Mont Sainte-Victoire, som han malede igen og igen.
Ole møder Elizabeth, som er englænder. Hende kan han tale engelsk med. Elizabeths kæreste, Robert, er professionel cykelrytter, så han er næsten aldrig hjemme. Det er godt.
Det er vinter og landsbyen er øde. Ole og Elizabeth tilbringer megen tid i hinandens selskab, mens Ole prøver at finde ud af, hvorfor det er så svært at fotografere Mont Sainte-Victoire. Måske er Ole forelsket. Det svælges der ikke i.
Den alvidende fortæller præsenterer os også for Oles mor, Sonja. Ole blev selv undfanget i Frankrig. Sonja var også skolelærer og sværmede for skolens Keld-pedel. Men han dansede også med andre piger, og så fik det en ende. Men i det mindste blev der Ole. Det ved Ole ikke meget om, men ved bogens slutning, da Ole er kommet hjem fra Frankrig, viser Sonja Ole Keld-pedels gravsted.
Det er Thøger Jensens længste bog. Den er på 109 sider. Der er et kapitel på hver side. Mange af kapitlerne er på 15-20 linjer. Hvert kapitel er en tekstmæssig helhed. Det er afsluttede (nærmest lukkede) tekster, som altså ikke glider over i hinanden. Alligevel danner de tilsammen et komplet billede, der fungerer som roman. Mest fascinerende er alligevel de smukke enkelttekster, som sprogligt er noget af det mest lyriske, der skrives i moderne dansk prosa.
Fugle i frostvejr er kulminationen på den bevægelse fra de pudsige hverdagsgrotesker, som Jensen indledte sit forfatterskab med i I vores familie kan vi ikke lide ubåde, og frem mod de mere lyrisk eftertænksomme tekster, som vi ser i Fugle i frostvejr. Det ændrer ikke på, at alle værkerne samtidig med, at de kan læses som trin i en bevægelse hen mod romanen, også er selvstændige værker i deres egen ret.
Julie Top-Jensen skriver blandt andet i sin anmeldelse på Sentura.dk Arkiveret 10. oktober 2006 hos  Wayback Machine:
“Det er et meget fint og nænsomt portræt, Thøger Jensen folder ud på de godt hundrede siders tekstbidder, mange af dem på cirka en halv sides penge. Som tidligere i Jensens bøger møder vi en af de lidt forsagte mænd, som dyrker antydningens kunst og ikke kaster sig ud i noget uoverlagt. Stille mænd. Mænd der ikke er vilde med al den samtale, som deres kvinder higer efter.
Og vi har også som tidligere fornøjelsen af Thøger Jensens efterhånden meget kendte form – de korte kapitler, som forfatteren eller forlaget eller hvem, det nu har været, tidligere har kaldt "roman i stykker", meget betegnende, og disse stykker eller bidder er ofte er rundet af med en skøn lille finale, som giver teksten en ubetalelig skævhed og charme.
Så alt er godt – lige som sidst og gangen før. Sproget er skønt, strukturen kører smukt og på alle måder upåklageligt, og historien er fin og diskret...
Og jeg kan snart ikke kende bøgerne fra hinanden, selv om deres historier er helt forskellige – formen er så identisk. Næste gang håber jeg, at Thøger Jensen vover det ene øje og springer ud på nyt, dybt vand, gerne sammen med sin hovedperson.”
Erik Skyum-Nielsen skriver i Information:
“Heller ikke Thøger Jensens nye roman undgik at efterlade en fornemmelse af déjà-vu. I sin sædvanlige stille, konkret beskrivende, fænomenologiske stil og med sin vanlige springende, fragmentariske kompositionsform følger forfatteren Ole, der tilbringer en vinter i en sydfransk landsby hvor han betragter Cézannes berømte bjerg, oversætter i ro og mag, samt forelsker sig en dejlig kvinde, der lidt ubelejligt er gift med en anden mand. Den gennemgående stemning af sødme blandet med melankoli og den elegante vekslen mellem handling og filosofisk refleksion virker stadig rigtig suggererende, for netop dette er, hvad Thøger Jensen er allerbedst til, men man kommer ikke væk fra, at man, mens man nyder Fugle i frostvejr, sidder og læser i den samme (eller næsten den samme) bog som i 2000, 2002 og 2004.”
Man kunne også sige, at bøgerne frem for at være ens, viser en gradvis tilnærmelse til en klassisk romanform. Det lyriske fremmes af, at teksten er organiseret i små, afrundede bidder. Kapitlerne er hver for sig som et færdigt digt.
Fugle i frostvejr er muligvis forfatterens mindst morsomme bog, men spøgefuglen stikker alligevel næbbet frem flere steder i romanen.
“Nøglen til Sonjas boks henne i Øster Tørslev Frysehus hang på en krog i køkkenskabet. Det havde ikke været Oles mening at slå sin undulat ihjel, men blot at undersøge hvad der skete. Pippi var grøn og gul, og kold da han hentede den et par dage senere. Det havde ikke været nok at komme den ind i en vante. Ole begravede Pippi i skoleinspektørens køkkenhave. “Jeg glemte at lukke vinduet,” sagde han bagefter til Sonja. Mens hun trøstede ham, fik han på fornemmelsen, at det var hende der var mest ked af det. Når de næste gang kom ind til Randers ville hun købe en ny undulat til ham. “Hvad med en blå?”, spurgte hun. Men Ole skulle ikke have flere undulater. Han var træt af fugle, der ikke kunne tåle frostvejr.”
“Romanen er helt utrolig skæg; Thøger Jensen er en stor humorist. Historien om undulaten der kommer så koldt af dage i Øster Tørslev frysehus eller stemningen hos morfaderen i Kalundborg er ubetaleligt morsomme,” skriver Marianne Träff på Litteratursiden.dk
Om det er helt utroligt skægt, er en smagssag, men det er morsomt på en Thøger Jensensk måde, impressionistisk og diskret.

### Høfde Q
Med Høfde Q, som er en samling prosastykker fra årene 1998-2008, er Thøger Jensen tilsyneladende vendt tilbage til udgangspunktet med de løsrevne prosastykker. Men prosaen har skiftet karakter under vejs i forfatterskabet. Jensen lægger ikke længere samme vægt på det pudsige og pointebårne som tidligere. Teksterne er længere end i I vores familie kan vi ikke lide ubåde. De er også mere følsomme eller måske ligefrem melankolske. Det er svært at se, at teksterne er samlet hen over 10 år. De står meget harmonisk ved siden af hinanden og adskiller sig på en fælles måde fra debutsamlingen.

## Udgivelser
- I vores familie kan vi ikke lide ubåde, Borgen 1998 : Noveller
- Så melder Rolandas sig ind i en faldskærmsklub, Borgen 2000 : Roman
- Billedbog fra Hirsholmen, Borgen 2001 : Kommenteret billedbog
- Serpentine, Borgen 2002 : Roman
- Ludwig, Borgen 2004 : Roman
- Fugle i frostvejr, Borgen 2006 : Roman
- Høfde Q, Borgen 2008 : Prosatekster
- Frøken Dissings blafrende sommerskørt, Gyldendal 2010 : Roman
- Frokost i tyrens hoved, Gyldendal 2012 : Roman
- Zhōng, Gyldendal 2016 : Roman

## Eksterne link
- Anmeldelse af Fugle i frostvejr
- Tekster i Hvedekorn Arkiveret 6. juni 2007 hos  Wayback Machine
- Thøger Jensen på Forfatterweb.dk